# اوسترتس
اوسترتس (به صربی: Ostrc) یک منطقهٔ مسکونی در صربستان است که در ولاسوتینتسه واقع شده‌است. اوسترتس ۱۲۸ نفر جمعیت دارد.